# Ladislavella
Ladislavella is een geslacht van weekdieren uit de klasse van de Gastropoda (slakken).

## Soorten
- Ladislavella atkaensis (Dall, 1884)
- Ladislavella bonnevillensis (Call, 1884)
- Ladislavella catascopium (Say, 1817)
- Ladislavella elodes (Say, 1821)
- Ladislavella emarginata (Say, 1821)
- Ladislavella liogyra (Westerlund, 1897)
- Ladislavella terebra (Westerlund, 1885)